# Saarbasar
Der Saarbasar (eigene Schreibweise: saarbasar) ist ein Einkaufszentrum in Saarbrücken-Eschberg.

## Geschichte
Der Saarbasar wurde im Jahr 1979 auf dem Gelände des damaligen stillgelegten Stahlwerkes von Dingler & Karcher am Fuße des Eschbergs errichtet. Im Januar 2002 wurden umfangreiche Renovierungsarbeiten gestartet. Die Arbeiten, die durch ein Investitionsvolumen von 55 Millionen Euro möglich gemacht wurden, fanden während des laufenden Geschäftsbetriebs statt. Der Abschluss der Arbeiten wurde am 2. Oktober 2003 mit einer Neueröffnung durch den damaligen Ministerpräsidenten des Saarlandes Peter Müller gefeiert. Träger des Saarbasars ist das MRE METRO Group Real Estate Management.

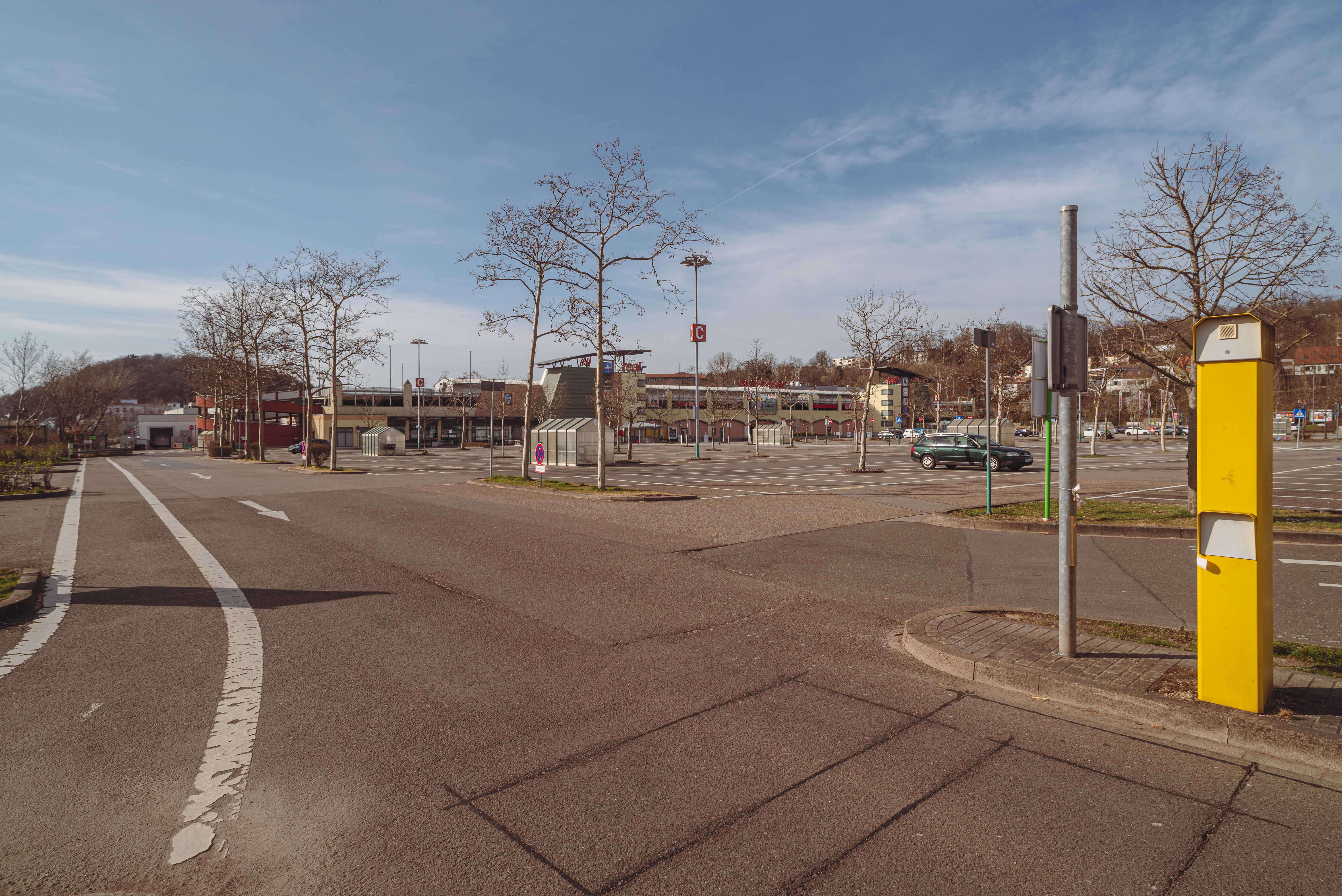
Blick über den davor liegenden Parkplatz zum Saarbasar

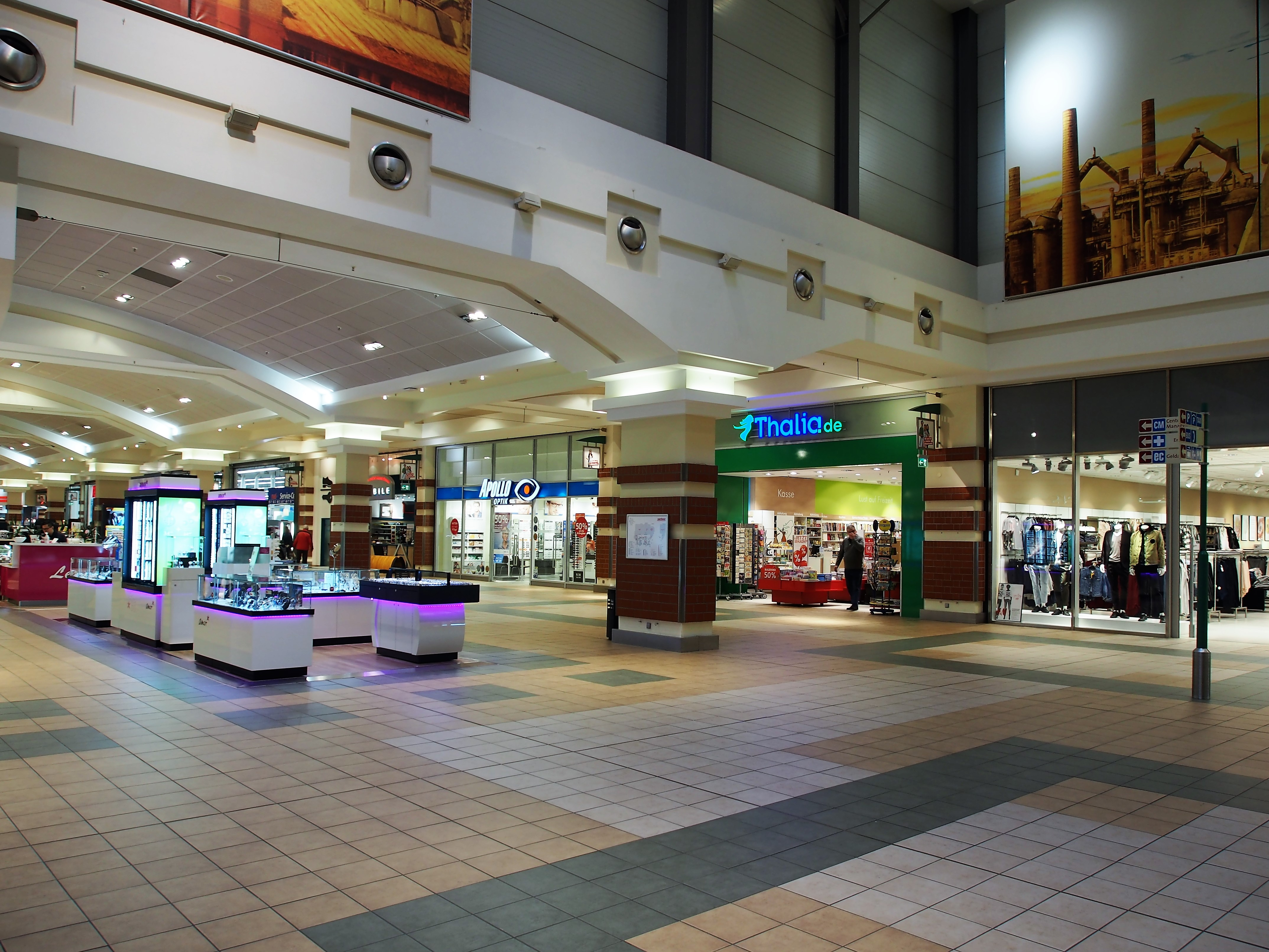
Geschäfte im Saarbasar

## Der Saarbasar heute
Der Saarbasar liegt am Fuße des Saarbrücker Stadtteils Eschberg. Ein Teil des Saarbasars grenzt an den Stadtteil Schafbrücke. Der Saarbasar liegt nahe der Mainzer Straße. Das Einkaufszentrum ist in drei Etagen eingeteilt und verfügt über 53 Geschäfte mit einer Fläche von 34.700  m².

## Verkehrsanbindung
Der Saarbasar ist mit einer eigenen Haltestelle an das Busnetz der Saarbahn GmbH angeschlossen. Die Buslinien 107 (Folsterhöhe – Saarbasar) und 138 (Römerkastell – Dudweiler Dudoplatz) verkehren hier. Auf dem Areal des Saarbasars stehen über 1.500 Parkplätze zur Verfügung.